# 原一雄
原一雄（日语：／ Hara Kazuo），日本漫畫家。
2001年，其處女作《新僧》在《Big Comic Spirits》（小學館）增刊號上發表。2003年，他開始在《月刊IKKI》（同一出版社）上連載《野良耳》，並於2008年改編成電視動畫。
2014年，他更名為。

## 作品列表
- （2005年，小學館《月刊IKKI》）
- 野良耳（日语：のらみみ）[2]（2004年—2009年，小學館《月刊IKKI》，全8冊）
- （2007年—，講談社《MiChao！（日语：MiChao!）》）
- （2014年—，網站）

## 腳註

## 外部連結
- （日語）—原一雄的官方個人部落格。
- 原一雄的pixiv （日語）
- （日語）—原一雄的官方個人網站。